# Schizaea propinqua
Schizaea propinqua là một loài dương xỉ trong họ Schizaeaceae. Loài này được A.Cunn.in Hk. mô tả khoa học đầu tiên năm 1837.
Danh pháp khoa học của loài này chưa được làm sáng tỏ. 